# Serhiy Bebeshko
Serhiy Vasilovich Bebeshko (em russo:  Андрей Станиславович Барбашинский; Kiev, 29 de fevereiro de 1968) é um ex-handebolista bielorrusso, campeão olímpico.
Serhiy Bebeshko ele jogou sete jogos e marcou 19 gols na campanha olímpica.